# Seznam oper a oratorií W. A. Mozarta
Operní tvorba Wolfganga Amadea Mozarta (1756-1791) představuje jeden z pilířů operní hudby vůbec. Zejména pozdní díla představují v hudebním světě dodnes základní kameny operního vývoje. Neuvěřitelný se vzhledem ke krátkému životu skladatele zdá rozsah jeho operní tvorby. Operní díla skládal již jako mladík, zřejmě však s pomocí svého otce a učitele Leopolda Mozarta. Tato raná díla sice nepřesahují dobu, v níž skladatel tvořil, ale s ohledem na věk a zkušenosti Mozarta jako skladatele jsou přinejmenším zajímavá a plně mohla soupeřit na jevištích s díly mnohem zkušenějších skladatelů.
Asi nejvýznamnějším dílem W. A. Mozarta je opera Don Giovanni, jejíž premiéra se konala v Praze v roce 1787 pod jeho taktovkou. Opera Kouzelná flétna je zajímavou ukázkou inspirace zednářským hnutím, jehož byl Mozart aktivním členem.
Nové instrumentace děl G. F. Händela (Mesiáš, Acis & Galatea), uvedené v seznamu, jsou vyjádřením obdivu skladatele k dílu barokního velikána.

## Seznam oper a oratorií W. A. Mozarta
U některých oper je v závorce uveden název, pod kterým se v Československu nebo Česku opera uváděla nebo doposud uvádí, nebo překlad názvu.
| KV  | název |
| --- | --- |
| 38  | Opera (latinské intermezzo) Apollo et Hyacinthus (Apollo a Hyacint); libreto: Rufinus Widl                                                            |
| 50  | Opera (Singspiel) Bastien und Bastienne (Bastien a Bastienka); libreto: Friedrich Wilhelm Weiskern, Johann Heinrich Müller, Johann Andreas Schachtner |
| 51  | Opera buffa La finta semplice (Prostá léčka); libreto: Marco Coltellini                                                                               |
| 87  | Opera seria Mitridate, re di Ponto (Mitridates, král Pontský); předloha: Jean Racine, libreto: Vittorio Amedeo Cigna-Santi                            |
| 111 | Opera (Pastoral) Ascanio in Alba (Askanius v Albě); Serenata teatrale, libreto: Giuseppe Parini                                                       |
| 118 | Oratorium La Betulia liberata; libreto: Pietro Metastasio                                                                                             |
| 126 | Opera Il sogno di Scipione (Scipionův sen); Serenata drammatica, předloha: Marcus Tullius Cicero, libreto: Pietro Metastasio                          |
| 135 | Opera seria Lucio Silla; libreto: Giovanni de Gamerra                                                                                                 |
| 196 | Opera buffa La finta giardiniera (Falešná zahradnice); libreto: Giuseppe Petrosellini (?)                                                             |
| 208 | Opera Il re pastore (Král pastýř); dramma per musica, libreto: Pietro Metastasio, přepracování: Giambattista Varesco                                  |
| 344 | Opera (Singspiel) Zaide (necelá); libreto: Johann Andreas Schachtner                                                                                  |
| 345 | Hra Thamos, König in Ägypten (Thamos, král egyptský); autor hry: Tobias Philipp svobodný pán von Gebler, scénická hudba: W.A. Mozart                  |
| 366 | Opera seria Idomeneo, re di Creta (Idomeneus); předloha: Antoine Dauchet, libreto: Giambattista Varesco                                               |
| 384 | Opera (Singspiel) Die Entführung aus dem Serail (Únos ze serailu); libreto: Gottlieb Stephanie                                                        |
| 422 | Opera buffa L'oca del Cairo (Káhirská husa - část) |
| 430 | Opera buffa Lo sposo deluso (Oklamaný manžel - část)                                                                                                  |
| 469 | Oratorium Davide penitente |
| 486 | Opera (Singspiel) Der Schauspieldirektor (Divadelní ředitel); libreto: Gottlieb Stephanie                                                             |
| 492 | Opera buffa Le nozze di Figaro (Figarova svatba); předloha: Pierre-Augustin Caron de Beaumarchais, libreto: Lorenzo da Ponte                          |
| 527 | Opera buffa Don Giovanni; libreto: Lorenzo da Ponte                                                                                                   |
| 566 | Instrumentace k Acis a Galatea od Georga Friedricha Händela                                                                                           |
| 572 | Instrumentace k Mesiáši od G. F. Händela |
| 588 | Opera buffa Così fan tutte; libreto: Lorenzo da Ponte                                                                                                 |
| 620 | Opera (Grosse Oper) Die Zauberflöte (Kouzelná flétna); libreto: Emanuel Schikaneder                                                                   |
| 621 | Opera seria La clemenza di Tito (Titus); předloha: Pietro Metastasio, libreto: Caterino Mazzola                                                       |